# FK Daugava (2003)
O Daugava Rīga é um clube de futebol da cidade de Jūrmala, na Letónia. Sua cor principal é o azul-claro.
Fundado em 2003, antigo FK Jūrmala-VV, disputa a Virsliga (Campeonato Letão de Futebol).

## Plantel
Nota: Bandeiras indicam equipe nacional, conforme definido pelas regras de elegibilidade da FIFA. Os jogadores podem ter mais de uma nacionalidade não-FIFA.
| N.º |         | Posição | Jogador              |
| --- | ------- | ------- | -------------------- |
| 8   | Letónia | M       | Romāns Bezzubovs     |
| 21  | Letónia | G       | Artūrs Biezais       |
|     | Letónia | M       | Oļegs Žatkins        |
|     | Letónia | D       | Vitālijs Jagodinskis |
|     | Letónia | M       | Valērijs Čistjakovs  |
|     | Letónia | G       | Georgs Atvars        |
|     | Ucrânia | D       | Konstantin Macion    |
| 16  | Letónia | A       | Dmitrijs Paplavskis  |
|     | Letónia | M       | Alberts Bārbalis     |
|     | Letónia | M       | Edgars Jermolajevs   |
|     | Letónia | G       | Igors Serkovs        |
|     | Letónia | D       | Igors Stepanovs      |
|     | Letónia | M       | Rolands Krjauklis    |

| N.º |         | Posição | Jogador                |
| --- | ------- | ------- | ---------------------- |
|     | Letónia | M       | Igors Semjonovs        |
|     | Ucrânia | M       | Volodymir Melnyik      |
|     | Letónia | A       | Gatis Kalniņš          |
|     | Letónia | M       | Mihails Poļakovs       |
|     | Letónia | D       | Sergejs Golubevs       |
|     | Letónia | M       | Aleksandrs Zeņkovs     |
|     | Letónia | M       | Maksims Kolokoļenkins  |
|     | Rússia  | D       | Pavel Golanov          |
|     | Rússia  | M       | Roman Nagumanov        |
|     | Letónia | M       | Mareks Zuntners        |
|     | Letónia | A       | Grigorijs Batmanovs    |
|     | Estónia | D       | Vladislav Chichorilkin |

## Principais jogadores
- Cristian Torres
- Gatis Kalniņš
- Jurģis Kalns
- Marian Pahars
- Igors Korabļovs
- Vladimirs Žavoronkovs
- Igors Stepanovs
- Imants Bleidelis